# Atharvavéda
Atharvavéda (Dévanágari: अथर्ववेद) a hinduizmus szent iratai közé tartozik, a védák része. Varázsénekeket tartalmaz, ezek a jadnyához, az áldozathoz kevésbé kötődő varázsigék. Feltételezett lejegyzési ideje i. e. I. évezred, védikus szanszkrit nyelven íródott. A sruti irodalom része, kinyilatkoztatás, hallomás útján megismert tudás, amelyekről a legendák szerint a risik szereztek tudomást, és az idők folyamán hallomás útján adódott tovább.
A hinduizmus minden ortodox irányzata a védákat öröknek és tévedhetetlennek tartja. A védák szövegéhez a különböző irányzatok különböző értelmezéseket fűznek, ez a hinduizmusban máig tartó természetes folyamat. A védák jelentősége a védikus áldozat, a jadnya elvégzéséhez adott útmutatás, illetve annak alapvető része. A jadnyától, illetve a védáktól az ősi indiaiak szerint minden függ, a világ teremtése is.
A védikus gyűjteményeket (szamhitákat) mantráknak is nevezik, amelyek akkor is kifejtik hatásukat, ha a szöveget annak előadója nem is érti. Himnuszokat tartalmaznak, a rendkívül bonyolult áldozati szertartások során alkalmazzák őket. A legősibb a Rigvéda. A máig fennmaradt gyűjtemény a Sákala Védaiskola szövege, 1028 himnuszt tartalmaz. Az Atharvavéda sok, már a Rigvédában is szereplő himnuszt tartalmaz.
Az Atharvavédában ráolvasások, igéző formulák, varázsigék vannak. A felépítése olyan, mintha a másik három védára épülne, mindháromból tartalmaz részleteket. Ennek a szamhitának a darabjai nem szerepeltek az áldozati szertartások folyamán, ott inkább ellenőrző, hibát megelőző szerepük volt. Az Atharvavéda az egyetlen a védák közül, amely nem csak a szertartások során felhasználandó varázsigéket tartalmaz, megtalálható benne például szerelmi igézet is.

## Kialakulása
A hindu mitológia szerint az ősidőkben, az aranykorban (Szatja-juga, az „igazság kora”) és az ezüstkorban (Tréta-juga) még egy, egységes véda létezett, a bronzkorban, a Dvápara-jugában vált négy részre, ún. szamhitákra. Ettől az időtől fogva tekinthető önálló műnek a Jadzsurvéda is.
A védák kialakulásának vizsgálatát nehezíti, hogy a történeteknél, leírásoknál nem lényegi kérdés, hogy azok mikor történtek, a szövegrészek, himnuszok csoportosítása a jadnya, az áldozat elvégzésénél betöltött szerepük alapján történt.
A védák nyelvének és tartalmának vizsgálatából az a következtetés vonható le, hogy keletkezésére nem egy időpontra tehető, hanem egy több évezredes folyamat során, későbbi betétek megjelenésével alakult ki. A Rigvédában szereplő csillagászati, éghajlati megfigyelések alapján keletkezése az i. e. 3. évezredre tehető, írásba foglalása kétezer évvel később történt. Az Atharvavéda lejegyzése ez után következett. Az Atharvavéda kapcsolódott a védákhoz utoljára.

## Az áldozati szertartás, varázsigék
A szertartások levezetése négy pap feladata. Az első, a hótar a Rigvéda himnuszaiból énekelve hívja az isteneket a szertartásra, a második, az udgátar a Számavéda dallamai közül a szertartásnak éppen megfelelőt énekli. A harmadik, az adhvarju, végzi a szertartás mozzanatait a Jadzsurvéda leírása alapján, az odatartozó varázsigéket mondva, a negyedik, a brahman, az Atharvavéda verseiből idéz, vigyáz a szertartás pontosságára. Az Atharvavéda varázsigéinek célja, hogy megelőzze a hibákat, vagy ha mégis hibázik valamelyik pap, annak ártó hatását semlegesítse.
Az Atharvavédában a szertartások során felhasználandó varázsigék mellett megtalálható például szerelmi igézet is:

## Helye az indiai szent iratok között
A hinduizmus legrégibb, legalapvetőbb szent iratai a Védák. Ez szűkebb értelemben a négy szamhitát, gyűjteményt jelenti, a Rigvédát, a Számavédát, a Jadzsurvédát és az Atharvavédát Tágabb értelemben a Véda irodalomhoz tartoznak még a brahmanák és a szútrák.
A brahmanák, a bölcseleti művek a védák értelmezésével foglalkoznak, a brahmanákhoz kapcsolódnak az áranjakák és az upanisadok is.
A szútrák a különféle ismeretek tankönyvei. A szútra szó jelentése fonál, melyet követve lehet eljutni a tudásig. Jellegzetes kifejezés módja a tömörség.
Az Atharvavédához egy brahmana (Gópatha) és két fontosabb upanisad (Prasna, Mundaka) tartozik.